# Aziza Jalal
Pour les articles homonymes, voir Jalal.
Aziza Jalal (en arabe : عزيزة جلال), de son vrai nom Aziza Mohamed Jalal, née à Meknès le 15 décembre 1958, est une chanteuse marocaine. Aziza Jalal s'est retiré de la scène artistique en 1985 alors qu'elle était au sommet de la chanson arabe. Elle reprend ses activités artistiques en 2019.

## Biographie

### Débuts et célébrité
Aziza Jalal est née à Meknès, 130 kilomètres à l'est de Rabat, au Maroc, et obtient son diplôme universitaire à Meknès. Elle participe, en 1975, au programme de découvertes des talents artistiques, présenté et dirigé par le compositeur et parolier marocain Abdenbi Jirari, lors de l'émission de télévision Mawahib qu'il présentait dans les années 1960 et 1970 à la télévision marocaine pour découvrir en compétition de jeunes talents marocains dans divers domaines artistiques. Abdenbi Jirari a fait découvrir au public non seulement Samira Saïd, Naima Samih, et la défunte Raja Belmlih, mais aussi Aziza Jalal . Lors de cette émission, Aziza Jalal chante des chansons de Shadia et d'Asmahan, avec une voix remarquable, angélique et cela selon les témoignages des artistes arabes.
Aziza Jalal partira, à la demande de producteurs de chansons aux Émirats arabes unis pendant une courte période de temps, en lui produisant trois reprises de chansons originellement du chanteur émirati Jaber Jassem, Sayidi Ya Sid Sadati, Ghzayel Felah, Ya Shoue, des chansons ayant connues un succès dans le monde arabe. À l'invitation de l'une des principales sociétés de production des disques de musique égyptiennes et arabes, et afin de participer à une cérémonie spéciale et de participer à la cérémonie d'ouverture du Festival international du film du Caire, Aziza Jalal part vers l'Égypte, et ainsi les portes de  célébrité se sont ouvertes à la jeune chanteuse marocaine.
Aziza Jalal reçoit, pendant ce temps en Égypte, des offres dans le domaine du cinéma notamment de la part du producteur libanais Tannous Faranjeih. Elle épouse en 1985 l'homme d'affaires saoudien Cheikh Ali bin Butti al-Ghamdi, et quitte l'art au sommet de la gloire et de la célébrité après un court parcours artistique plein de productions. Elle est maintenant heureuse de sa vie conjugale à Taëf avec ses deux fils qui sont diplômés de l'université.

### La première station:Maroc
Aziza Jalal a été la première chanteuse arabe précédée par la douceur de sa voix en Égypte lorsque sa participation aux compétitions du programme musical marocain Mawaheb a été publiée dans les journaux marocains et arabes. Le programme est supervisé par le M.Abdenbi Jirari.
Elle a participé, et pour la première fois, à la célébration de la fête du Roi Hassan II à l'âge de 20 ans et sur la scène du plus grand théâtre au Maroc, le théâtre du Roi Mohamed VI, où elle a chanté Halakti Ayouni Hna W Hnak ainsi que d'autres chansons comme Layali Al Ons , le Roi a apprécié sa voix et sa performance à cet âge précoce. Plusieurs artistes et producteurs ont recommandé la "voix angélique"  de la nécessite de voyager au Caire pour poursuivre sa carrière et de rencontrer les grands chanteurs et compositeurs de cette époque. Par coïncidence, une société de production sous le nom de Alam El Phan a découvert sa voix grâce à des musiciens revenant du Maroc avec sa cassette lors de sa cérémonie de la fête du Roi Hassan II.

### La deuxième station:Émirats arabes unis
Aziza Jalal a quitté sa ville natale Meknès la première fois en 1975 alors qu'elle était la seule à avoir le talent parmi ses sept frères et sœurs. Elle a vécu brièvement aux Émirats arabes unis où elle a repris les chansons du défunt Jabir Jassim :
Sayidi Ya Syid Sadati, Ghazil Fela, Ya shouq Hezni Al Hawa Shouq.
L'artiste a repris ses chansons avec beaucoup de talent et performance.

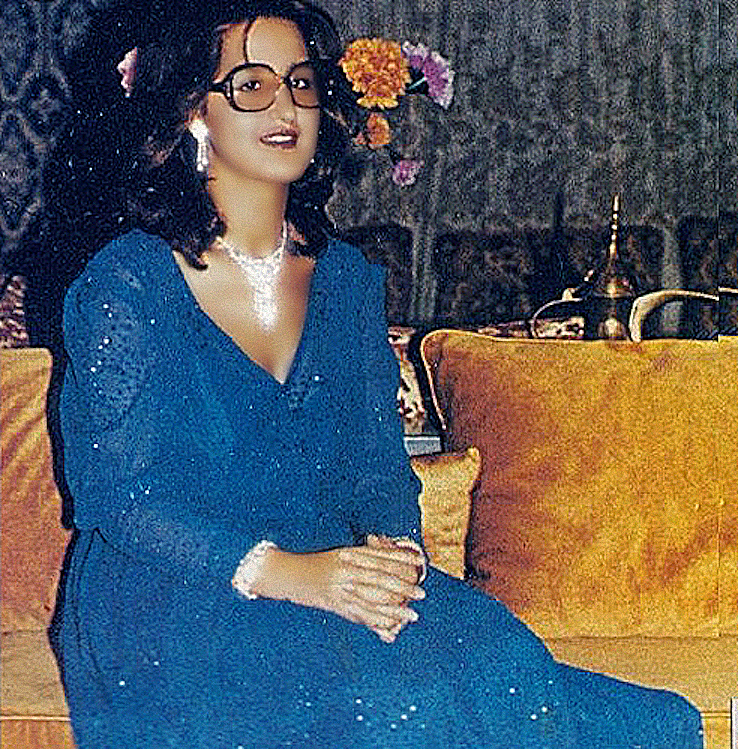
Madame Aziza Jalal dans un évenement de mariage

### Le Caire: La porte de la gloire
Dès son arrivée au Caire, Aziza a commencé à préparer des chansons des plus importants auteurs et compositeurs égyptiens tels que Sinbati, Taweel, Muji, Baligh, et Sayed Makkawi, qui cherchaient une telle voix depuis la mort d’Abdel Halim Hafez. Aziza Jalal, par sa présence sur la scène et sa performance, et par le fait qu'elle dispose de couches de voix qui la qualifient pour être l'ambassadrice de la chanson de chansons authentiques, s'est donc rendue en Égypte à l'invitation d'une des principales sociétés de production pour revivre une cérémonie spéciale et participer à la cérémonie d'ouverture du Festival du film du Caire.
La première chanson était Ila Awal Ma tqabelna selon les mots du poète Mamoun al-Shennawi, qui a chanté de ses paroles les stars du chant en Égypte et dans le monde arabe et le compositeur de musique Mohammed Al-Mughi, qui est sorti du vide qu'il a vécu à cause de la rareté des voix à l'époque.

### Succès
La première chanson, Ila Awel Matkabilna, des mots du poète et Kamel Shinawi, et composée par le musicien Mohammed Al Mogi, qui, lui, a composé Howa El Hobi Lieba, ou L'amour est un jeu?, est également un succès dans le monde arabe. Rapidement, Aziza Jalal devient une star dans le monde de la chanson arabe, collaborant ainsi avec les plus grands noms des artistes compositeurs, paroliers et Poètes arabes de l’époque comme Helmi Bakr, le grand compositeur Baligh Hamdi, qui lui a composé deux chefs-d’œuvre tel que Mestaniak. Sans oublié le compositeur Saied Makkawi, et le grand compositeur de la chanson arabe classique qui a composé aussi à la diva arabe Oum Kalthoum, soit Riyadh Sombati. La dernière chanson enregistrée par Aziza Jalal fut la chanson Man Ana?, ou Qui suis-je?, qui a été aussi la dernière chanson de Riyadh Sombati.
Avec sa voix puissante et claire, on aurait dit qu'Aziza Jalal avait une voix démoniaque et angélique d'une pureté incomparable , Aziza Jalal a chanté la religion, l'amour et la nation marocaine. Chanteuse préférée  du roi Hassan II, elle a chanté pour la marche verte et l'unité nationale, comme elle a chanté pour Jérusalem et elle aussi chanté pour l'unité arabe lors des jeux panarabes à Rabat, au Maroc de 1985. La diva Aziza Jalal a donné une série de concerts nationaux et internationaux, pour des causes humanitaires.

### Le retrait de Aziza Jalal à l'âge de 26 ans
Aziza Jalal a donné plusieurs concerts dans plusieurs pays arabes, dont l'Égypte, la Syrie, l'Irak, les Émirats arabes unis, le Koweït, la Tunisie, et son dernier concert était au Maroc au Théâtre Mohamed cinq, à Rabat. Aziza Jalal vend des millions d'albums à travers ses hits Mistaniyak, Howa, Al Hobi Lieba, Haramti Al Hobi Alaya, Waltakayna, Zayé Manta, et Minak Wi Ilik, et Rouhi Feek Ana. En 1985, Aziza Jalal chante à la cérémonie d’ouverture des jeux panarabes à Rabat, au Maroc. La même année, elle se marie avec un homme d'affaires saoudien. Ce dernier lui propose la vie de palais en échange de son silence : Aziza Jalal ne chantera désormais plus que pour son mari. La carrière de Aziza Jalal est  très courte, mais riche et de grande qualité[non neutre], sa voix douce reste inoubliable pour son public.
"Une voix intellectuelle, une sensibilité intuitive, une prestance qui en impose, un chant qui console. L’artiste pénètre les âmes et les enjolive. Elle est cette chanteuse que l’audience arabe attendait tel le messie. Aziza Jalal livre pourtant une carrière laconique quoique ample par endroits. Une étoile fugitive dont la brève traînée souffle la mélancolie, suggère l’incompréhension. Le public est médusé à l’annonce de sa retraite tristement anticipée. La cause ? Cherchez l’homme ! La diva suspend son vol en pleine vitesse de croisière. Un crash inattendu qui secoue l’ensemble du monde arabe. (...) Un gâchis monumental, vu qu’à l’époque, pareilles voix ne courraient pas les oreilles averties..." écrit le journaliste Anis Hajjam dans un article de TelQuel publié le 7 juin 2019.

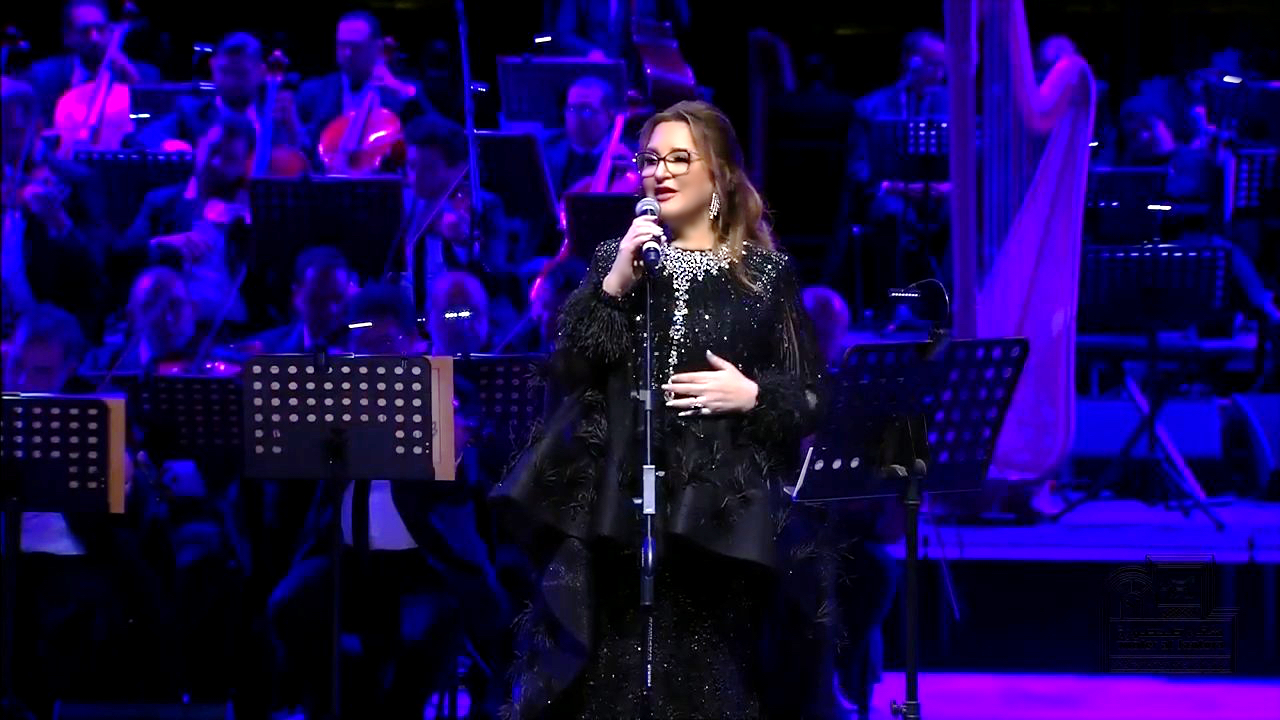
La diva arabe lors de son concert de l'Hiver de Tantora en Arabie Saudite

### Le retour de Aziza Jalal
Après 34 ans, la diva refait parler d’elle . "Un passage à la télévision saoudienne MBC a suffi à laisser libre cours à des spéculations sur un retour de l’artiste à la chanson. Plus de trente ans après son retrait, cette éventualité n’est pas été évoquée", écrit le journaliste Anis Hajjam dans un article de TelQuel publié le 7 juin 2019.

## Discographie

### Albums Studio
| Chansons                                 | الأغاني                                      |
| ---------------------------------------- | -------------------------------------------- |
| Halakti Ayouni Hna W Hnak                | حلقت عيوني هنا وهناك                         |
| Ahila Al Maghreb                         | عاهل المغرب                                  |
| Batala Al Qodss                          | بطل القدس                                    |
| Ya Laylo Toul                            | ياليـل طول                                   |
| Al Aido Ada                              | العيد عاد                                    |
| Annouro Mawsolo                          | النور موصول                                  |
| Yorani Liarchika                         | يغن لعرشك                                    |
| Min Koli Dakit Alb                       | من كل دقة قلب                                |
| Sayidi Ya Sid Sadati                     | سيدي ياسيد ساداتي                            |
| Gazayil Follah                           | غزيل فله                                     |
| Ya Shoue                                 | ياشوق هزني هوى الشوق                         |
| Ella Aweel Matkabilna                    | إلا أول ماتقابلنا                            |
| Howa El Hobi Liaba                       | هو الحب لعبه                                 |
| Waltakayna                               | والتقينا                                     |
| Zayi Manta                               | زي مانت                                      |
| Minak Wi Eleek                           | منك واليك                                    |
| Mestaniak                                | مستنياك                                      |
| Min Haak Tiatibni                        | من حقك تعاتبني                               |
| Haramti El Hob                           | حرمت الحب عليه                               |
| Rouhi Feek                               | روحي فيك                                     |
| Azzamzamiya                              | قصيدة الزمزمية                               |
| Mawlay                                   | مولاي                                        |
| Ghali Ya Hassan                          | غال ياحسن                                    |
| Inta Omri                                | إنت عمري                                     |
| Arouh Limin                              | أروح لمين                                    |
| Al Atlal                                 | الأطلال                                      |
| Layali El Onss                           | ليالي الأنس                                  |
| Youmi El Massira                         | ِمِن يِنسى يوم المسيرة                          |
| Official song of the Pan Arab Games 1985 | 1985 الأغنية الرسمية لإفتتاح الألعاب العربية |
| Man Ana                                  | من أنا؟                                      |

## Livres de références
- الرماد والموسيقى: حفريات في ذاكرة غنائية عربية, واصل، أحمد, دار الفرابي، 2009 -  (ISBN 9953713340), 9789953713342- . (ar)
- Alif bāʼ, Volume 10, by Karīm Irāqī, Publisher, Dār al-Jamāhīr lil-Ṣiḥāfah, 1977, Indiana University - Digitized on 16 July 2010
- Iraqi Maqam voices of women: an analytical study of the critical technical experience of Iraqi women in singing Almqami, by Hussein Azami, by Hussein Azami, AIRP, 2005 - 316 pages.  (ISBN 9953366772), 9789953366777. (ar)
- Songs and stories, by Karīm Irāqī, by Karīm Irāqī, Company Whites of Arts and Letters, Volume 1, Aghānī wa-ḥikāyātuhā, Karīm ʻIrāqī - . (ar)
- La condition de la femme au Maroc, by Abderrazak Moulay Rchid, Volume 33 of Collection de la Faculté des sciences juridiques, économiques et sociales: Série de langue française Issue 33 of Collection: Série de langue française, Jamiʻat Muḥammad V. Kullīyat al-Huqūq wa-al-ʻUlūm al-Iqtisādiyah wa-al-Siyāsiyah, Éditions de la Faculté des sciences juridiques, économiques, et sociales de Rabat, 1985 - . (fr)